# Burg Bramberg (Haßberge)

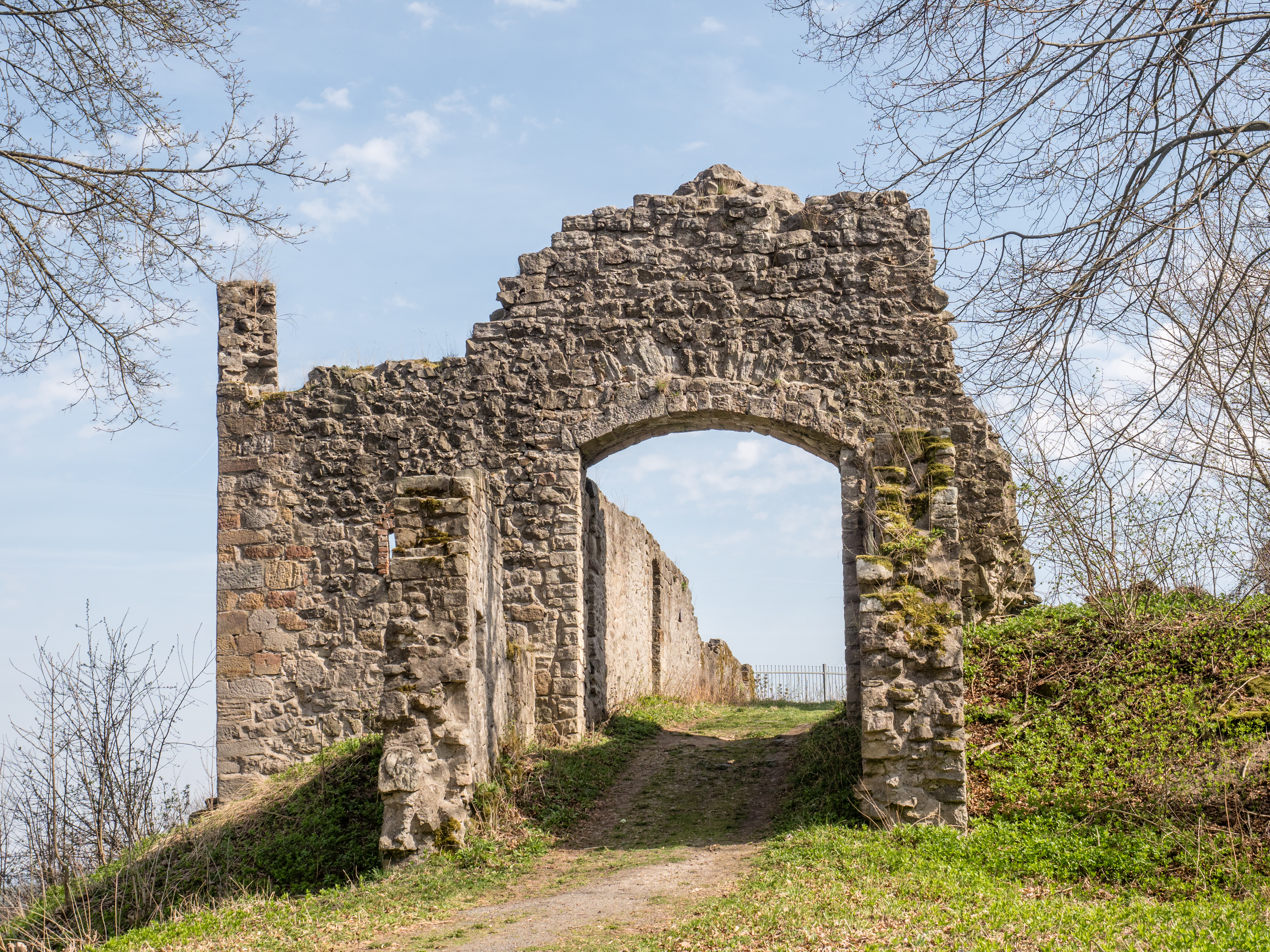
Tor der Vorburg

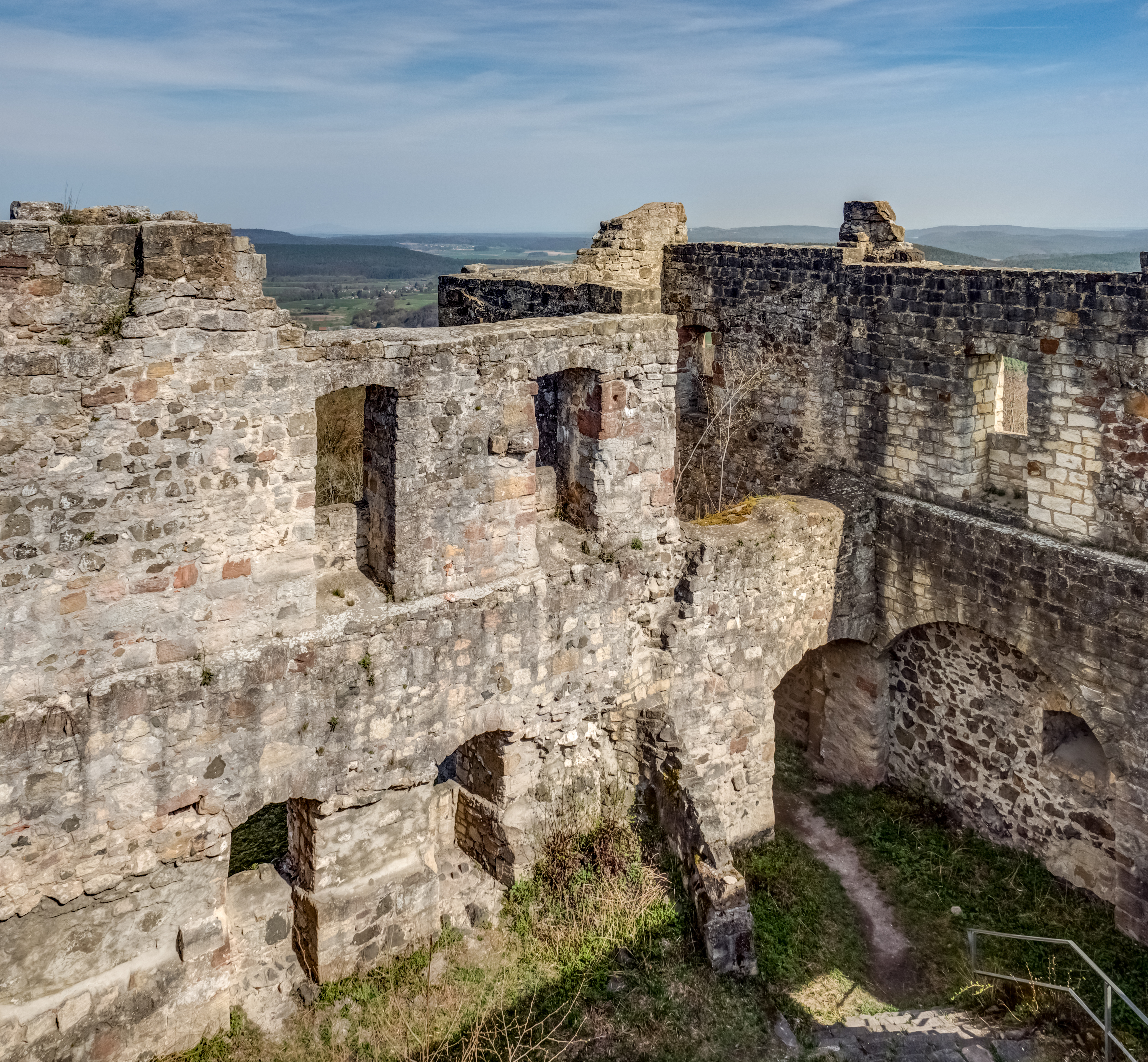
Inneres des Hauptgebäudes mit dem Torturm

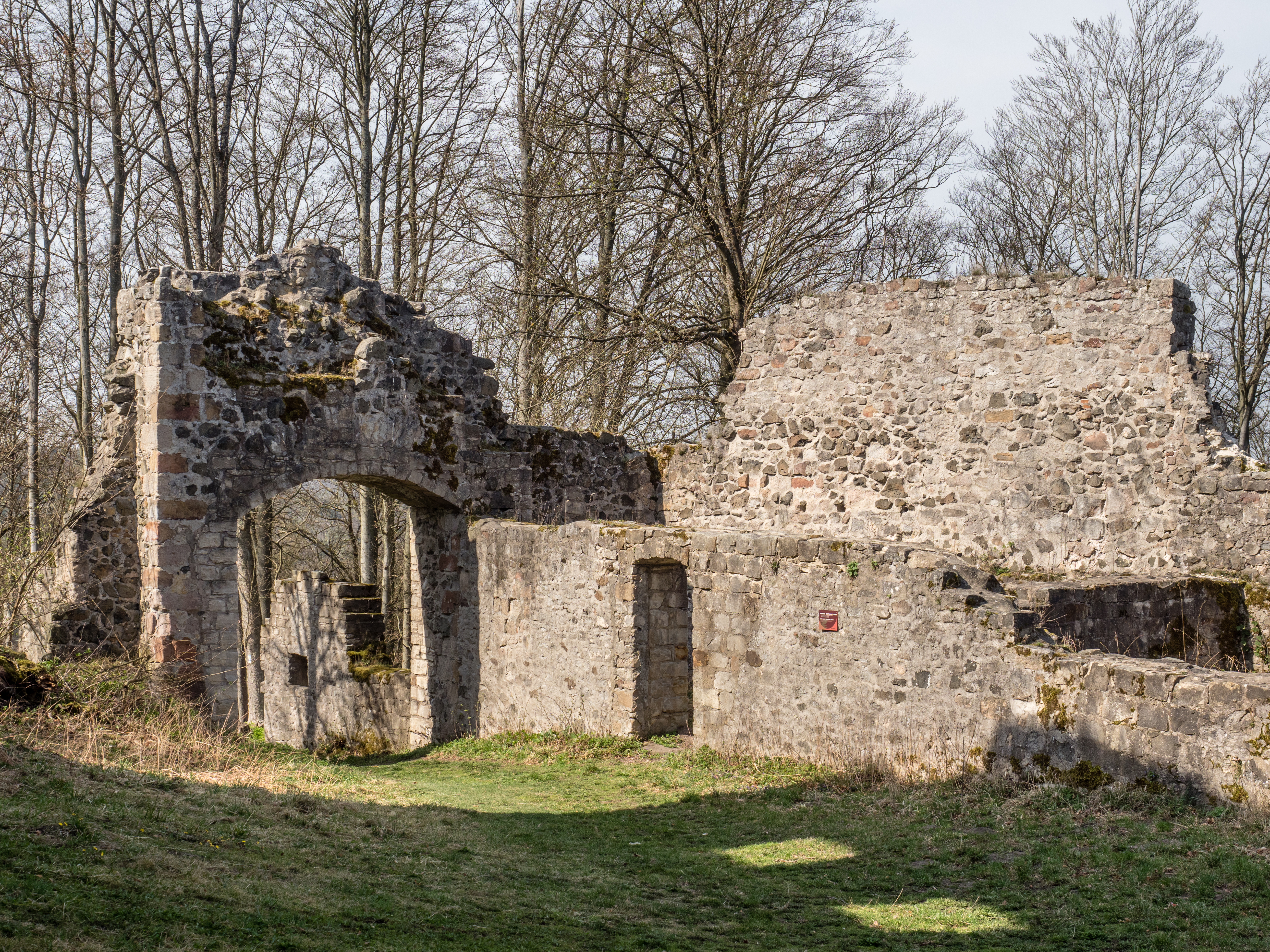
Tor und Wirtschaftsgebäude

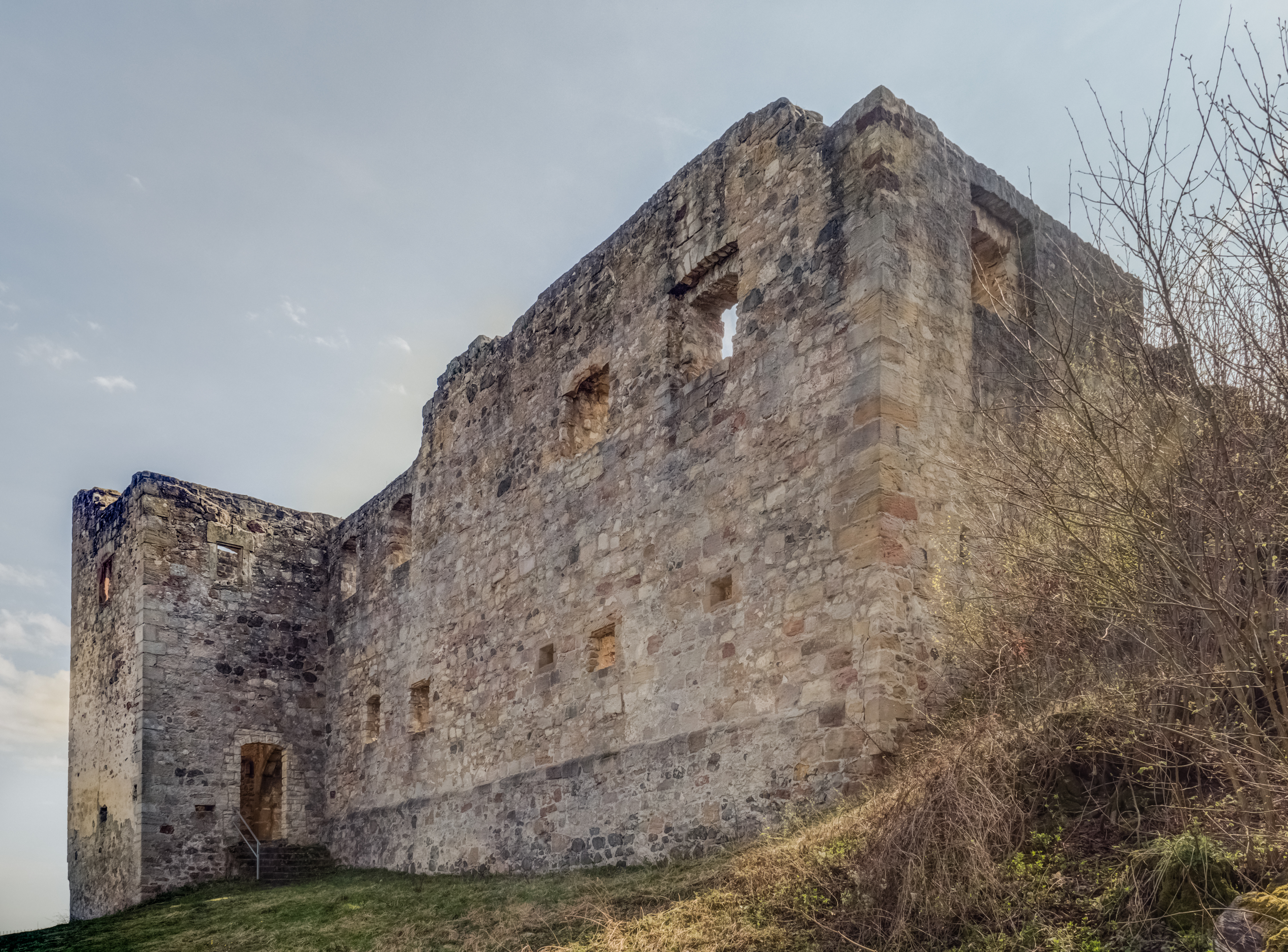
Der Hauptbau

Die Burg Bramberg ist eine Burgruine einer würzburgischen Amtsburg in den Haßbergen im unterfränkischen Landkreis Haßberge in Bayern (Deutschland). Der ehemalige Adels- und Amtssitz wurde 1974/79 saniert und ist frei zugänglich. 

## Geografische Lage
Die Ruine der Gipfelburg Bramberg befindet sich innerhalb des Naturparks Haßberge auf dem Gipfel des 494,3 Meter hohen Bramberges, eines erloschenen Vulkankegels der Heldburger Gangschar, rund 2 Kilometer nordwestlich des Dorfes Bramberg, eines westlichen Stadtteils von Ebern, und etwa 5 Kilometer (jeweils Luftlinie) nordöstlich der Stadt Königsberg in Bayern. Umgeben ist sie vom Goßmannsdorfer Forst.

## Geschichte

### Gründung
Die Bramburg entstand wahrscheinlich bereits im 11. Jahrhundert zum Schutz der über den Haßbergkamm verlaufenden Hochstraße oder als Bollwerk gegen die in dieser Gegend ansässigen Main-Rednitz-Wenden. Die Germanisierung und Bekehrung dieser heidnischen Bevölkerungsgruppe war wohl bereits kurz nach der Gründung des Bistums Bamberg weitgehend abgeschlossen.
Die erste urkundliche Erwähnung der Bramburg ist im Jahr 1108 datiert, als die Herren von Bramberg mit der Herrschaft belehnt wurden.

### Schleifung 1168
1168 wurde die Vorgängeranlage der jetzigen Burg wegen angeblichem Raubrittertums auf kaiserliche Anordnung zerstört. Friedrich Barbarossa verfügte in einer auf dem Würzburger Reichstag ausgestellten Urkunde vom 11. Juli dieses Jahres, dass die Burg zu schleifen sei: ...quia de castro Bramberc quies pacis totius provinciae saepe turbabatur… (etwa: …da von der Burg Bramberg aus Fried und Ruh des ganzen Gebietes gestört wurde…).
Die Herren von Bramberg, die als bambergische Dienstmannen auf dem Berg saßen, sollen danach eine neue Veste auf dem Haubeberg bei Ebern errichtet haben (Burg Rauheneck). Die Bramberger waren wohl ursprünglich edelfreier Herkunft, erscheinen aber bereits im frühen 12. Jahrhundert als Gefolgsleute des Hochstiftes Bamberg. Die Burg Bramberg war sicherlich ehemals ein Reichslehen oder Eigenbesitz der Familie, die anscheinend erst nur einen Dienstvertrag mit dem Bistum geschlossen hatte, sich im frühen 12. Jahrhundert aber der Oberhoheit der Bischöfe unterstellte.  
Der wirkliche Grund für die Schleifung der Burg dürfte in den Machtkämpfen der beiden rivalisierenden Hochstifte Würzburg und Bamberg zu suchen sein. Besonders die Bischöfe von Würzburg versuchten während des gesamten Mittelalters mit allen Mitteln, sich der Burgen und Ländereien ihrer geistlichen Brüder zu bemächtigen. War es hier der Vorwurf der Raubritterei, so musste bei der Zerstörung der bambergischen Burg Rotenhan ein angeblicher Falschmünzer auf der Felsenburg als Vorwand herhalten.

### Erneuerung
Der Bramberg sollte eigentlich nie wieder eine Burganlage tragen. Trotzdem ließ der Würzburger Fürstbischof mit Erlaubnis des Kaisers ab 1250 eine neue Wehranlage auf dem Burgberg errichten und machte diese zum Mittelpunkt des gleichnamigen Amts. Der Neubau der Kernburg im Südosten erfolgte um 1330/40 mit einem Zugang durch einen Torturm aus dem 16. Jahrhundert. Die Randhausburg mit einem Ring- und Halsgraben stammt noch aus dem 12. Jahrhundert. Das Außentor im Südwesten wurde im 15./16. Jahrhundert errichtet, der jüngere Gebäudetrakt im Nordwesten im 16. Jahrhundert.

### Bauernkrieg und Verfall
1525 wurde die Bramburg während des Deutschen Bauernkriegs von den Aufständischen beschädigt und nach der Aufgabe im Jahr 1560 dem Verfall überlassen.

### Sicherung im 20. Jahrhundert
Bis zur Mitte des 20. Jahrhunderts wurde der Basalt des Vulkanschlots in zwei Steinbrüchen abgebaut, denen beinahe die gesamte Burganlage zum Opfer gefallen wäre. Die beiden Betriebe entstanden zwischen 1920 und 1930. Als Folge des Ersten Weltkriegs war die Bevölkerung der beiden umliegenden Dörfer Bramberg und Hohnhausen stark verarmt. Durch die Eröffnung der Basaltbrüche sollte besonders Familienvätern eine Erwerbsmöglichkeit geboten werden. Bereits 1934 versuchte allerdings der Regierungsbeauftragte für Naturschutz, den Abbau einzustellen, da die Ruine gefährdet gewesen sei. 1937 wurde das Gelände unter Schutz gestellt.
1947 erzwang das zeitbedingte Ausbleiben der dringend benötigten Basaltlieferungen aus der thüringischen Rhön eine Neueröffnung der Steinbrüche, die nun verstärkt ausgebeutet wurden. Um 1952 begann eine heftige Auseinandersetzung der Natur- und Denkmalschutzbehörden und Vereine mit den Steinbruchbetreibern. Dieser, von der Lokalpresse als „Brambergkrieg“ titulierte Konflikt führte schließlich 1955 zur zweiten Steinbruchstilllegung und zum Abbau des Schotterwerks und der sonstigen Betriebsanlagen.
Nach der endgültigen Stilllegung des Steinbruchbetriebs wurde die Ruine zwischen 1974 und 1979 durch das Forstamt Ebern gesichert.

### Aussichtsplattform

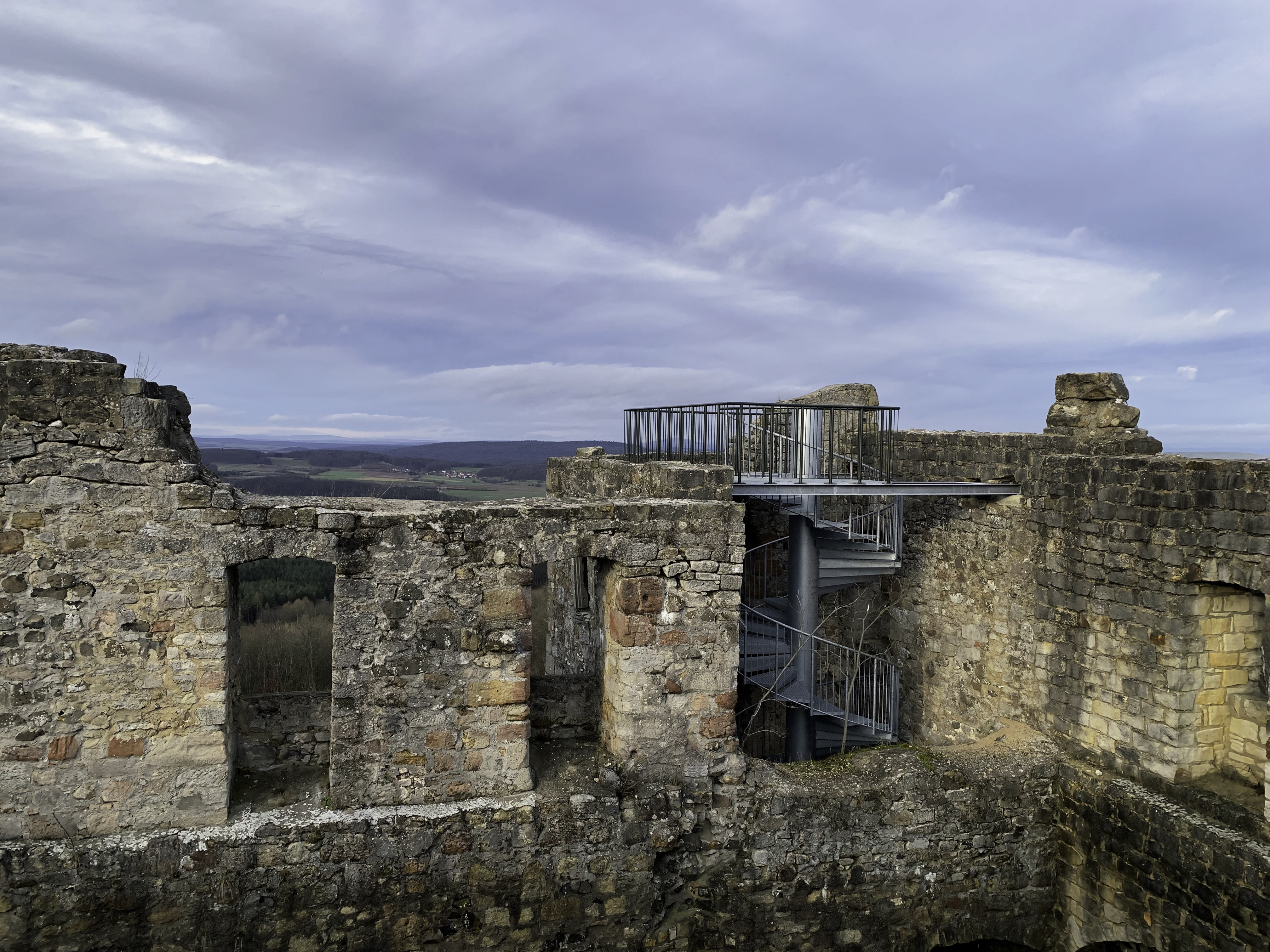
Torturm mit Treppenspindel und Aussichtsplattform

Seit Dezember 2021 verfügt die Burg über eine Aussichtsplattform. Im Torturm wurde hierzu eine 11 Meter hohe Treppenspindel eingesetzt.

## Beschreibung
Unterhalb der Burgruine wurde ein geräumiger Parkplatz mit Wandertafel angelegt, von dem aus man in 15 Minuten zur Burg aufsteigen kann.
Durch schöne Mischwaldbestände kommt man an den beiden 1955 stillgelegten Steinbrüchen vorbei und erreicht den ruinösen Torbau der Vorburg. Links hinter dem Tor befinden sich die Reste der ehemaligen Wirtschaftsgebäude, rechts erhebt sich die Ruine des Hauptbaus. Der hintere Teil der Burganlage ist dem Basaltabbau zum Opfer gefallen, der gerade noch rechtzeitig vor dem Totalverlust der Burg beendet wurde.
Durch den vorspringenden Torturm mit seinem leicht erhöhten Eingang betritt man den zweigeschossig erhaltenen Wohnbau. Das spitzbogige Innentor war durch ein Fallgitter gesichert, dessen Klauensteine noch zu sehen sind. Das originale Gewände besteht aus regelmäßigen Sandsteinblöcken mit Zangenlöchern, das Turmportal ist modern verändert.
Am Südende ist noch der Stumpf eines Treppenturms erhalten, unter dem der Eingang zu einem größtenteils verschütteten Keller liegt. Noch vor wenigen Jahrzehnten konnte man durch diesen Keller bis in den hinteren Raum des Erdgeschosses gehen. Bei der etwas rustikalen Sicherung der Burg in den 1970er Jahren wurde dieser Durchgang bis zur Unkenntlichkeit vermauert.
Eindrucksvoll sind noch die teilweise doppelten Ringgräben um die Anlage, die wohl von der Vorgängerburg stammen dürften. Die Ruinenreste hingegen stammen im Wesentlichen aus der Spätgotik. Der Grabenverlauf wird im Nordosten  durch den Basaltbruch unterbrochen, der auf dieser Seite bis an das Hauptgebäude vorgetrieben wurde (Absturzgefahr). Auf dem Plan im Inventarband von 1912 ist noch ein Rest der Ringmauer im Osten der Kernburg dokumentiert. Damals war auch noch der vorgelagerte Graben intakt.
2008 wurden in einer umstrittenen Aktion einige alte Bäume im Burghof entfernt. Die Ruine soll auch im Außenbereich freigeschlagen werden.
Die Burg ist eine Station des Burgenkundlichen Lehrpfads des Landkreises Haßberge.

## Dokumentation
Der Zustand der Burgruine im Jahr 2006. Durch die aus heutiger Sicht unsachgemäße Sanierung der 1970er-Jahre wurden wichtige Baudetails verunklärt, der Bestand jedoch auf längere Zeit gesichert.

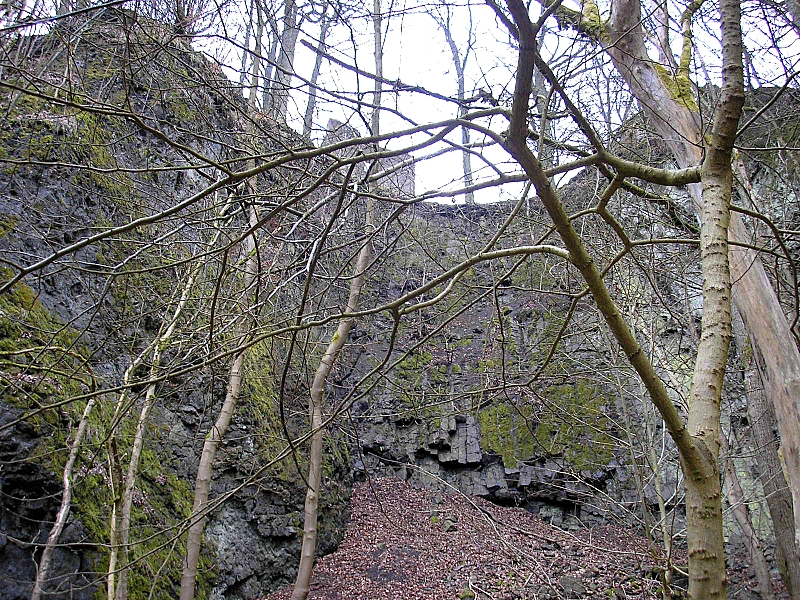
Einer der beiden aufgelassenen Basaltsteinbrüche unterhalb der Burg
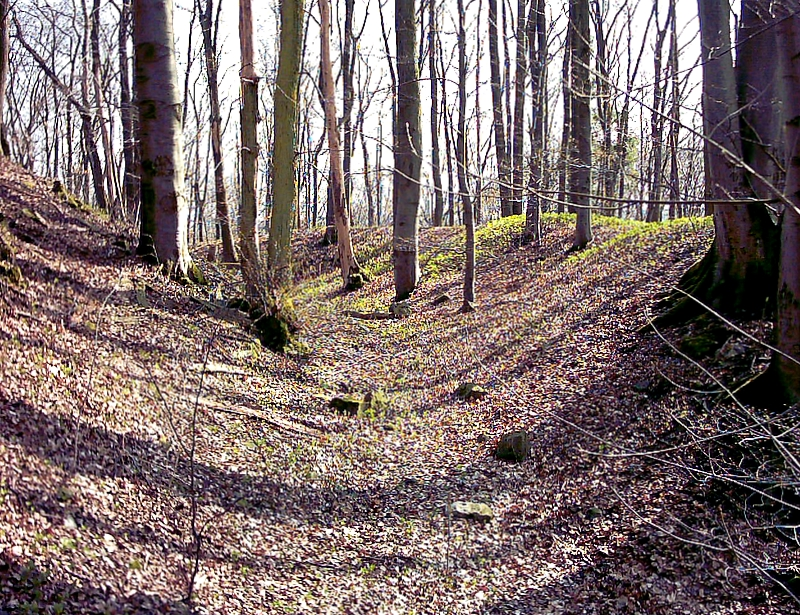
Der äußere Graben der Vorgängerburg nach Osten
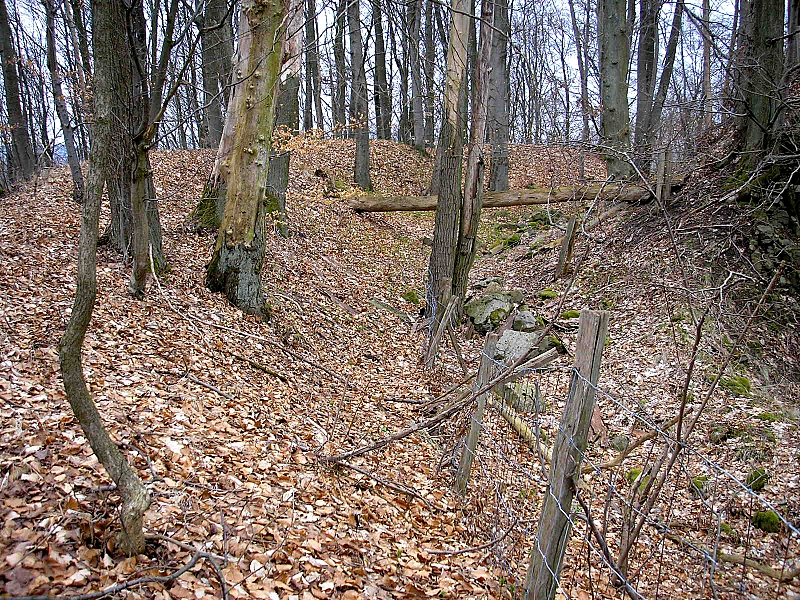
Der Hauptgraben nach Westen
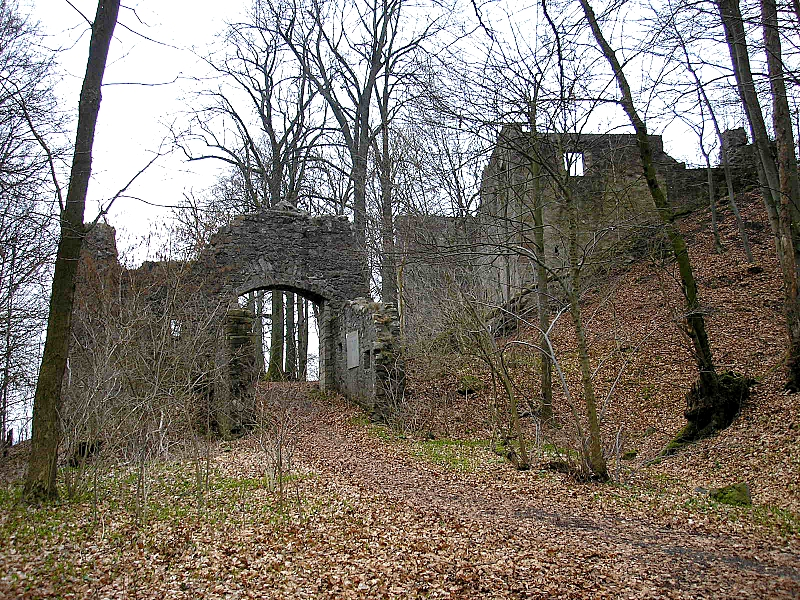
Gesamtansicht der Burg von Südwesten
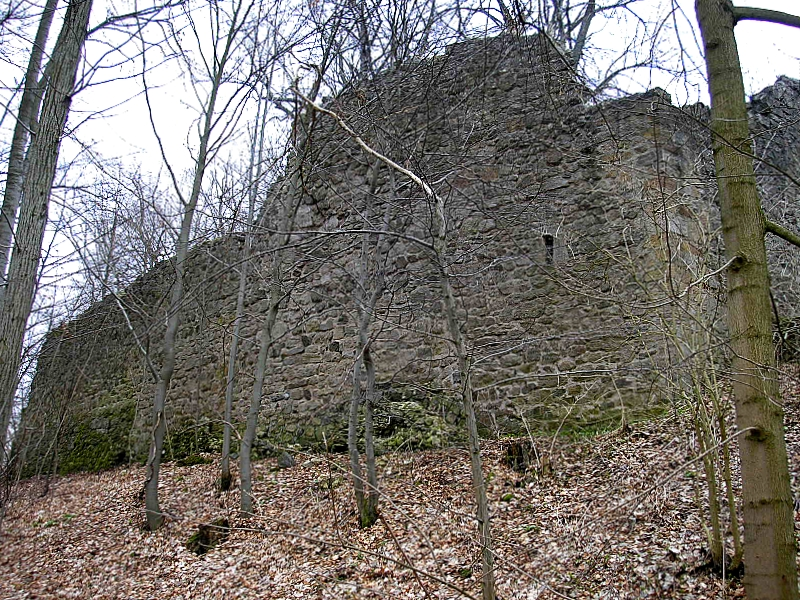
Die Westseite der Vorburg über den Graben
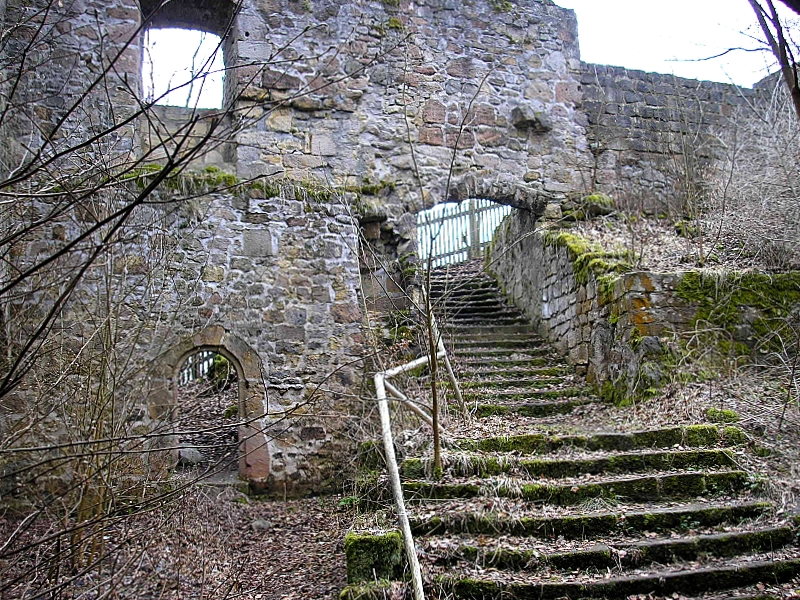
Treppenaufgang im Hauptgebäude
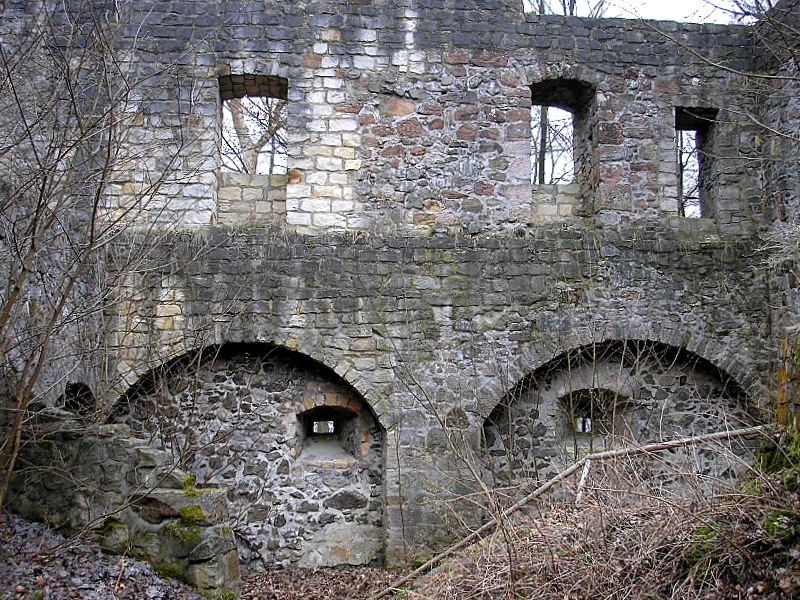
Die stark restaurierte Ostwand der Kernburg
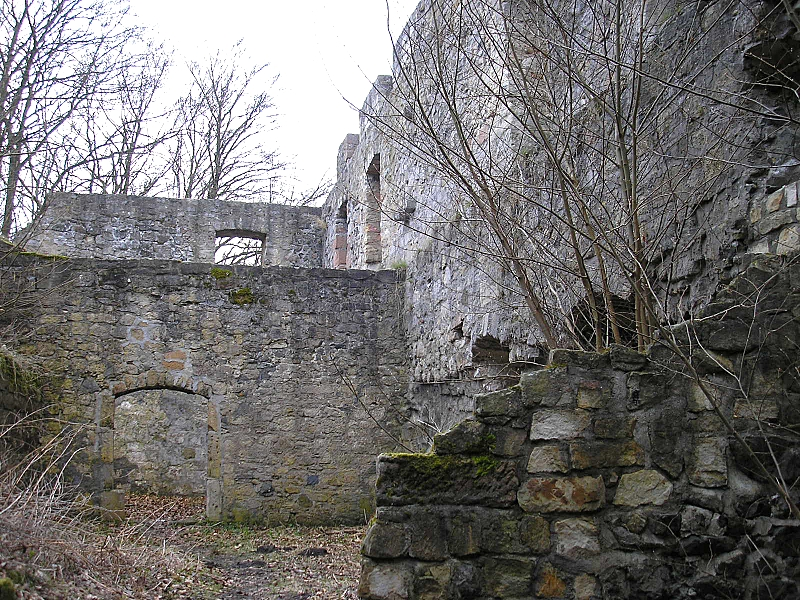
Der Nordwestteil des Hauptgebäudes
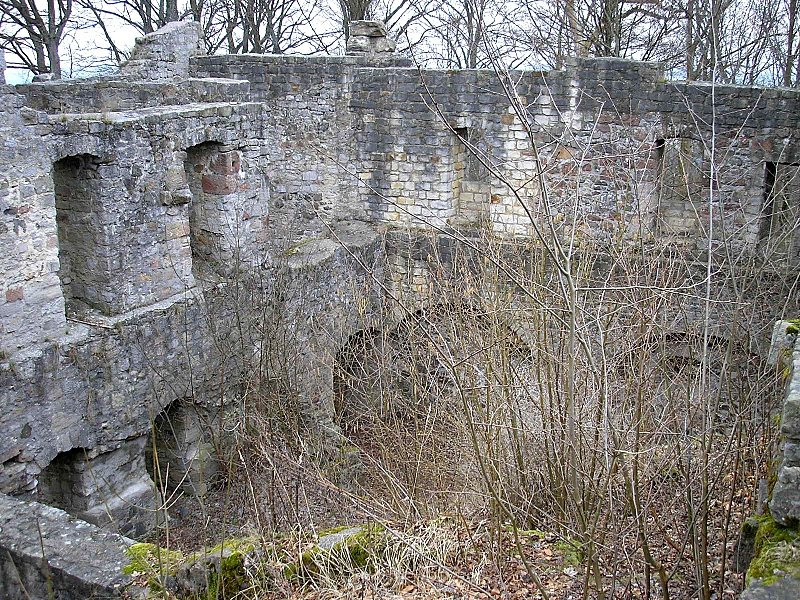
Teilansicht des Hauptgebäudes, Blick nach Nordwesten zum Torturm